# 聖布拉斯山 (欽奇利亞德蒙特-阿拉貢)
38°55′20″N 1°43′37″W / 38.92222°N 1.72694°W

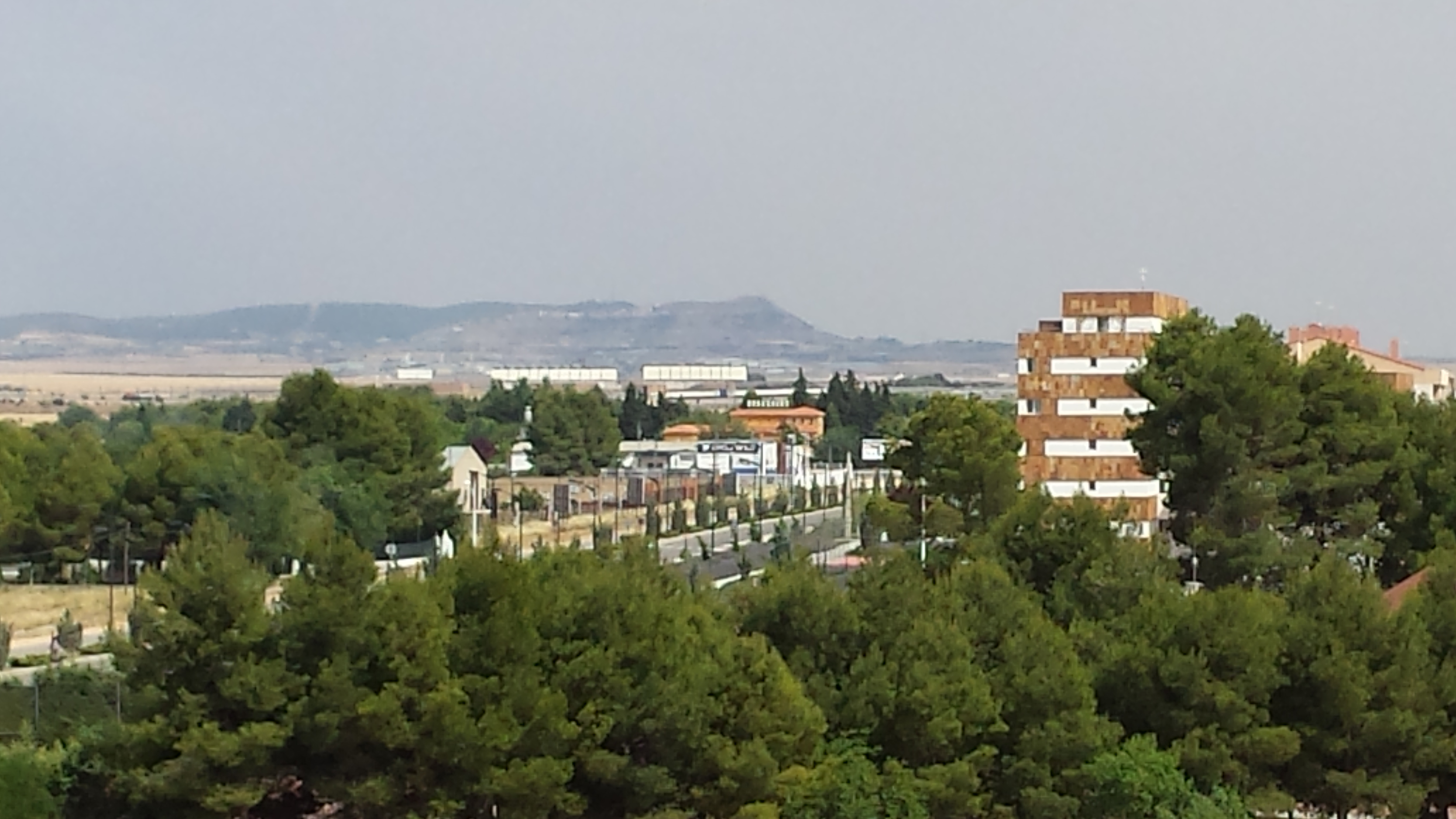

聖布拉斯山是西班牙的山峰，位於該國中部卡斯提爾-拉曼查自治區阿爾瓦塞特省，處於欽奇利亞德蒙特-阿拉貢，海拔高度903米。